# لويس أوتو كونكل
لويس أوتو كونكل (بالإنجليزية: Louis Otto Kunkel)‏ هو عالم نبات أمريكي، ولد في 1884، وتوفي في 1960.